# Загэс
Загэс (груз. ზაჰესი, Загэси) — посёлок городского типа (даба) в административном подчинении региона города Тбилиси, Грузия. Посёлок расположен на северной окраине муниципалитета (региона) Тбилиси, на берегу реки Кура.
Статус посёлка городского типа с 1967 года. До 2008 года входил в Мцхетский муниципалитет края Мцхета-Мтианети. В 2008 году включён в состав региона Тбилиси.. Текущая статистика учитывает пгт в составе города Тбилиси.
Посёлок создан при Земо-Авчальской гидроэлектростанции или ЗАГЭС.

## Население
| 1970 | 1979 | 1989 | 2002 | 2014 |
| ---- | ---- | ---- | ---- | ---- |
| 1668 | 4245 | 5294 | 5331 | 5200 |